# ハルビン太平国際空港
ハルビン太平国際空港（ハルビンたいへいこくさいくうこう、中: 哈尔滨太平国际机场）は、中華人民共和国・黒龍江省ハルビン市道裏区太平鎮に位置する国際空港である。

## 沿革
- 1979年 : 開港。
- 1984年 : 国際線定期便が就航。
- 1994年4月 : 拡張工事を着工開始。
- 1997年6月 : 拡張工事が完了。投資額は9億6000万元であった。
- 1998年5月28日 : 拡張後の国の検査に合格し、ハルビン閻家崗空港（中文表記: 哈尔滨阎家岗机场）からハルビン太平国際空港に名称変更。
- 2006年5月13日 : 15時頃、上海航空のボーイング737-800型機のエンジンに地上勤務員が吸い込まれる事故が発生。
- 2015年6月 : 中国大手LCC春秋航空が名古屋/中部国際空港へ直行便を開設。この定期路線での使用機材はA320型機。
- 2017年1月29日 :春秋航空日本が 東京/成田路線に就航[1][2]。

## 就航路線

### 国内線
| 航空会社           | 就航地                                                                                       |
| ------------------ | -------------------------------------------------------------------------------------------- |
| 中国国際航空 (CCA) | 北京/首都、上海/浦東、広州、南京、常州、済南                                                 |
| 中国南方航空 (CSN) | 北京/首都、上海/浦東、広州、天津、成都、武漢、長沙、青島、瀋陽、漠河、太原、威海、合肥、済南 |
| 中国東方航空 (CES) | 上海/浦東、成都、西安、煙台、建三江                                                          |
| 山東航空 (CDG)     | 北京/首都、重慶、済南                                                                        |
| 四川航空 (CSC)     | 成都、杭州、南京、武漢、昆明、済南                                                           |
| 厦門航空 (CXA)     | 南京、厦門、済南                                                                             |
| 深圳航空 (CSZ)     | 広州、大連、西安、瀋陽、南京、常州、済南                                                     |
| 大新華航空 (CDG)   | 北京/首都                                                                                    |
| 海南航空 (CHH)     | 大連、西安、太原、合肥                                                                       |
| 上海航空 (CSH)     | 北京/首都、上海/浦東、煙台                                                                   |
| 昆明航空           | 昆明、済南                                                                                   |
| 雲南祥鵬航空 (LKE) | 昆明                                                                                         |
| 吉祥航空 (DKH)     | 上海/浦東                                                                                    |
| 奥凱航空 (OKA)     | 天津、漠河、ジャグダチ、黒河                                                                 |

### 国際線
| 航空会社                  | 就航地                                                                                       |
| ------------------------- | -------------------------------------------------------------------------------------------- |
| 中国南方航空 (CZ)         | 東京/成田（プログラムチャーター便）、大阪/関西、新潟、ソウル/仁川、台北/桃園、ウラジオストク |
| ヤクーツク航空 (R3)       | ヤクーツク、ブラーツク                                                                       |
| オーロラ (HZ)             | ウラジオストク、ハバロフスク、 ユジノサハリンスク                                            |
| ウラル航空 (U6)           | クラスノヤルスク、ノヴォシビルスク、チェリャビンスク、イルクーツク                           |
| RusLine (7R)              | チタ                                                                                         |
| ロシア航空 (FV)           | クラスノヤルスク                                                                             |
| イル・アエロ (IO)         | イルクーツク、ブラゴヴェシチェンスク（季節運航）                                             |
| スプリング・ジャパン (IJ) | 東京/成田                                                                                    |
| 香港エクスプレス航空 (UO) | 香港                                                                                         |
| アシアナ航空 (OZ)         | ソウル/仁川                                                                                  |
| エバー航空 (BR)           | 台北/桃園                                                                                    |
| ベトナム航空 (VN)         | ニャチャン                                                                                   |

## アクセス
ハルビン市内へ5路線のリムジンバスがあり、運賃は各路線ともに20元であり、30分に1本程度の運行。タクシーの場合は、市内まで100元程度（1時間半程度）に加えて高速代30元かかる。
空港と哈爾濱西站駅との間にハルビン地下鉄9号線の計画がある。